# کیلیسنو (آلاسکا)
کیلیسنو (به انگلیسی: Killisnoo) یک منطقهٔ مسکونی در ایالات متحده آمریکا است که در منطقه سرشماری ناحیه هونا- آنگون واقع شده‌است. کیلیسنو ۴٫۸۸ متر بالاتر از سطح دریا واقع شده‌است.